# باي كاليان

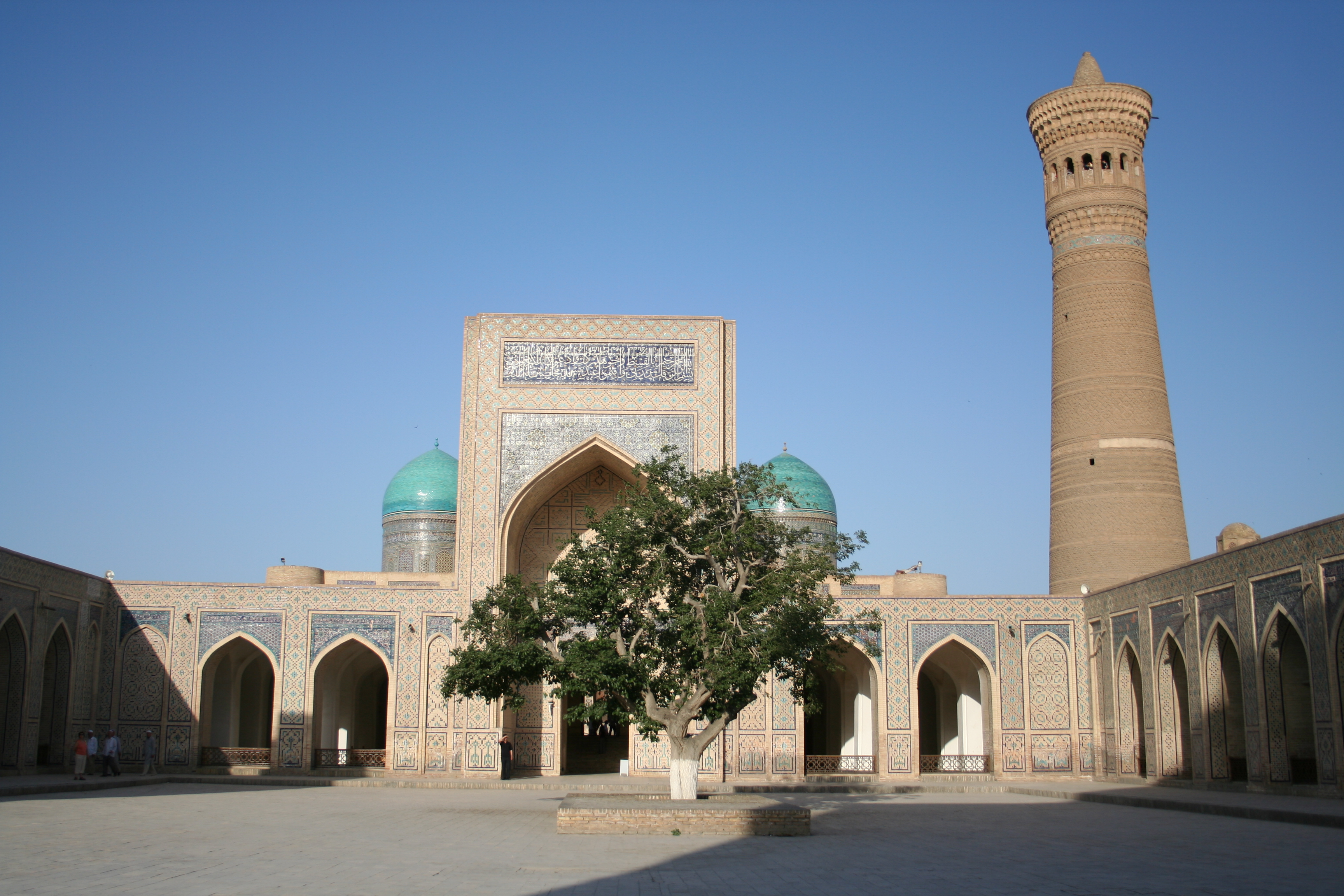
مجمع باي كاليان

باي كاليان ويعني قدم العظيم وهو مجمع إسلامي يقع بالقرب من منارة كاليان وجنوب قلعة بخارى في بخارى في أوزبكستان.

## تاريخ
يقع المجمع في الجزء التاريخي من مدينة بخارى وقد شيد مكان بيت النار. بدء الحاكم أرسلان خان بناء المسجد والمنارة في 1127 م وألحقت به عدة مباني. أحرقه جنكيز خان خلال حصار بخارى وسلمت منارة كاليان التي تعتبر جزءً منه.

## العمارة

### منارة كاليان

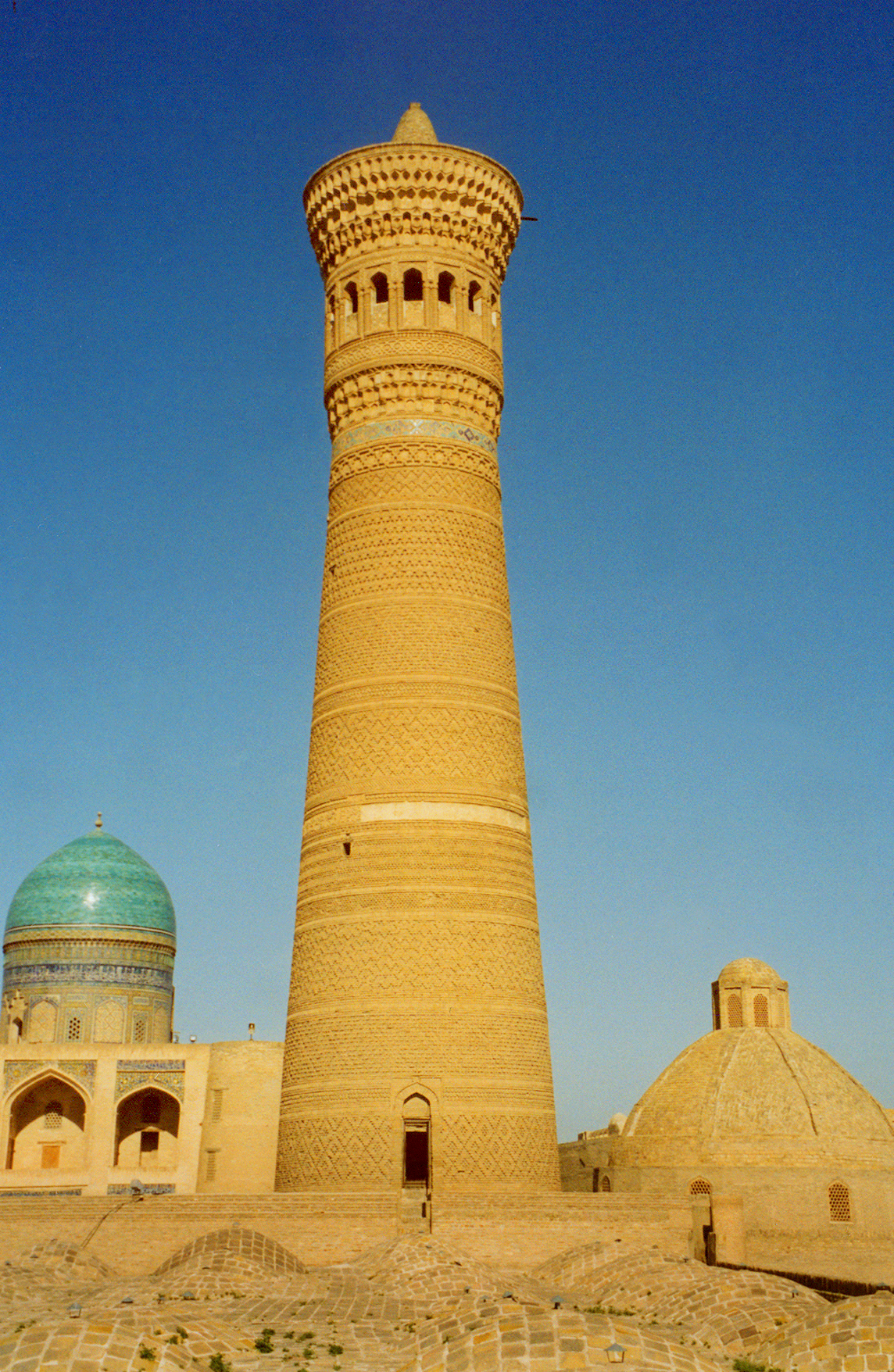
منارة كاليان

بنيت المنارة على شكل برج دائري من الطابوق يبلغ قطرها عند القاعدة 9 م وتضيق كلما ارتفعت ليبلغ قطرها في الأعلى 6 م ويبلغ ارتفاعها 45.6 م وفي أعلاها غرفة دائرية لها ستة عشر نافذة مقوسة ويوجد بداخلها سلم لولبي مكون من 104 درجات، مزينة في أعلاها بالمقرنصات والأشكال الهندسية على الطراز السلجوقي.

### مسجد كاليان
يقع مقابل مدرسة مير عرب، بني المسجد لأول مرة في 1127 م ودمره جنكيز خان وأعيد بناءه عدة مرات وأنجحها الذي بناه السلطان معز الدين أبو الغازي عبيدالله في 1514 م في بدايات حكم الشيبانيين في القرن السادس عشر. وهو مكافئ لمسجد بيبي خانوم في سمرقند وكلاهما يتسع لـ 12 ألف مصلي لكنه بتصميم مختلف، ترتفع فوق بناء المسجد 288 قبة تستند على 208 عمود، يتوسط المسجد فناء ويحيطه أربع إيوانات والإيوان الرئيسي تعلوه قبة مزخرفة زرقاء كبيرة ويشكل المدخل لقاعة المسجد الرئيسية.
كان مسجد كاليان هو المسجد الجامع الذي كانت تقام فيه صلاة الجمعة في بخارى منذ بناءه وحتى العهد الروسي.